# Wierzchowo (gmina)
Wierzchowo est une gmina rurale du powiat de Drawsko, Poméranie-Occidentale, dans le nord-ouest de la Pologne. Son siège est le village de Wierzchowo, qui se situe environ 22 km à l'est de Drawsko Pomorskie et 101 km à l'est de la capitale régionale Szczecin.
La gmina couvre une superficie de 229,25 km2 pour une population de 4 343 habitants en 2016.

## Géographie
La gmina inclut les villages de Będlino, Bonin, Danowice, Dębniewice, Garbowo, Knowie, Króle, Nowe Laski, Osiek Drawski, Otrzep, Radomyśl, Sośnica, Świerczyna, Wielboki, Wierzchówko, Wierzchowo, Żabin, Żabinek et Żeńsko.
La gmina borde les gminy de Czaplinek, Kalisz Pomorski, Mirosławiec, Wałcz et Złocieniec.

## Jumelage
- Henstedt-Ulzburg (Allemagne) depuis le 1er février 2003[2]